# Émile Proulx-Cloutier
Pour les articles homonymes, voir Proulx et Cloutier.
Émile Proulx-Cloutier est un acteur, réalisateur, scénariste, monteur, metteur en scène et compositeur québécois né le 4 février 1983 à Montréal, fils de Danielle Proulx et Raymond Cloutier. Il est le conjoint d'Anaïs Barbeau-Lavalette.

## Formation
- 2003-2006 : Conservatoire d’art dramatique de Montréal
- 2000-2003 : Diplôme d’études collégiales en cinéma du Cégep Ahuntsic
- 1993-1997 : Membre des Petits Chanteurs du Mont-Royal (chant et piano)

## Filmographie

### Acteur

#### Cinéma
- 1993 : Matusalem de Roger Cantin : Olivier St-Pierre
- 1997 : Matusalem II : le dernier des Beauchesne de Roger Cantin : Olivier St-Pierre
- 2007 : Le Ring de Anaïs Barbeau-Lavalette : Arbitre
- 2008 : Le Déserteur de Simon Lavoie : Georges Guenette
- 2008 : Le Banquet de Sébastien Rose : Stéphane
- 2011 : Opération Casablanca de Laurent Nègre : Adbelkhani
- 2011 : Pour l'amour de Dieu de Micheline Lanctôt : Le Vicaire
- 2013 : L'Autre maison de Mathieu Roy : Éric Bernard
- 2013 : Mémorable-moi (court-métrage) de Jean-François Asselin : Mathieu
- 2017 : Un printemps d'ailleurs : Éric
- 2017 : Nous sommes les autres de Jean-François Asselin : Frédéric
- 2018 : La Bolduc : Édouard Bolduc
- 2018 : Mont Foster de Louis Godbout : Francis
- 2021 : L'Arracheuse de temps de Francis Leclerc : Toussaint Brodeur / le livreur de fleurs

#### Télévision
- 1999 : Deux frères
- 2001-2003 : Mon meilleur ennemi : Thomas Rivard/Éric
- 2005 : Le Petit Monde de Laura Cadieux
- 2006-2009 : Les Hauts et les Bas de Sophie Paquin : Damien Paquin
- 2007 : Il était une fois dans le trouble
- 2009-2014 : Toute la vérité : Maxime Cadieux
- 2014 : Agent secret : Ham
- 2014-2019 : Boomerang : Richard
- 2015 : 30 vies : Samuel Pagé
- 2017 - 2020 : Faits divers (série télévisée) : Frédérik Bérubé
- 2017 : Plan B : Patrice Lalonde
- 2017 : Blue Moon : Thylan Manceau
- 2018 : Demain des hommes : Stéphane Meunier
- 2020 FLQ : La Traque : Julien Giguère
- 2021 : Jowanne (websérie)
- 2021 : Sortez-moi de moi : Émile St-Amand
- 2021-2023 : Les moments parfaits : Louis Thomas
- 2022-2023 : Avant le crash : François Lecompte

### Réalisateur
- 2005 : Papa
- 2005 : Lettre à mon arrière-arrière-arrière-petit-enfant
- 2008 : Les réfugiés
- 2008 : UnissonsNosVoix[2]
- 2009 : Les petits géants
- 2009 : La vie commence
- 2011 : Falardeau's neighbour[3]
- 2015 : Le plancher des vaches (Choisir la terre) (co-réalisation avec Anaïs Barbeau-Lavalette)

### Scénariste
- 2005 : Papa
- 2005 : Lettre à mon arrière-arrière-arrière-petit-enfant
- 2008 : Les réfugiés
- 2009 : Les petits géants
- 2009 : La vie commence
- 2011 : Falardeau's neighbour[3]
- 2013 : Le plancher des vaches (Choisir la terre)

### Monteur
- 2005 : Papa
- 2005 : Lettre à mon arrière-arrière-arrière-petit-enfant

### Compositeur
- 2005 : Papa

## Théâtre
- 2006 : Chroniques de jours entiers, des nuits entières de Xavier Durringer (Le psy)
- 2006 : Buk.Off d’après l’œuvre de Charles Bukowski (Marty)
- 2006 : Un Ennemi du peuple de Henrik Ibsen (Thomas Stockman)
- 2006 : Le Roi David de Arthur Honegger (Oratorio) (Le récitant)
- 2007 : Marie Stuart de Friedrich von Schiller (adaptation de Normand Chaurette) (Mortimer)
- 2007 : Ubu roi de Alfred Jarry (Stanislas Leczinski, un soldat, un officier russe)
- 2009 : Tout est encore possible de Lise Vaillancourt (Le médecin)
- 2009 : Poésie, sandwich et autres soirs qui penchent (lecteur)
- 2009 : Dans les charbons (collage de poésie) Plusieurs Poèmes
- 2010-2011 : Une Musique Inquiétante/Old Wicked Songs de Jon Marans (Stephen Hoffman)
- 2012 : Frères de Francesco Silvestri (Gildo)
- 2014 : Mise en scène de Vrais mondes: documentaires scéniques
- 2016-2018 : Mise en scène de Pôle Sud: documentaires scéniques
- 2017 : La Bonne âme du Se-Tchouan
- 2022-2024 : Mise en scène de Pas perdus: documentaires scéniques
- 2022 et 2024 : Mise en scène de Grosse-Île, 1847 (dans les mots de ceux qui l’ont vécu)

## Chanson
- 2011 : participation à l’album Une Étoile m'a dit de Chloé Sainte-Marie (interprète)
- 2012-2013 : Tournée québécoise du spectacle Les Chansons Cachées (auteur, compositeur, interprète)
- 2013-2015 : Tournée québécoise du spectacle Aimer Les Monstres
- 2013 : Lancement de l'album Aimer les Monstres
- 2013-2016 : Mise en scène du spectacle Aimer les montres
- 2013-2016 : Tournée québécoise du spectacle Aimer les monstres
- 2017 : Lancement de l'album Marée haute
- 2018 : Mise en scène du spectacle Marée haute
- 2018-2019 : Tournée québécoise du spectacle Marée haute
- 2018-2022 : Musique pour la pièce de théâtre Oleanna, dans une mise en scène de Raymond Cloutier
- 2021 : Musique pour la pièce de théâtre Un contrat, dans une mise en scène de Raymond Cloutier
- 2021 : Mise en scène du spectacle À mains nues
- 2021-2023 : Tournée québécoise du spectacle À mains nues

## Distinctions

### Récompenses
- 2005 : Prix de la relève AQCC aux Rendez-vous du cinéma québécois pour Papa
- 2005 : Prix de la relève au Festival Images en vues des Iles-de-la-Madeleine pour Papa
- 2005 : Prix du Public à l'Off-Court de Trouville pour Papa
- 2005 : Prix Jutra : Meilleur court-métrage pour Papa
- 2009 : Prix spécial du Jury au Festival du film francophone de Namur pour La vie commence
- 2009 : Meilleur court-métrage au Festival du Film de Whistler pour La vie commence
- 2009 : Mention spéciale du Jury au Festival du Nouveau Cinéma pour La vie commence
- 2010 : Mention au Canada’s Top Ten pour La vie commence
- 2010 : Prix Gémeaux : Meilleur documentaire/culture pour Les petits géants avec Anaïs Babeau-Lavalette
- 2011 : Festival en Chanson de Petite Vallée : Récipiendaire de 7 prix (Prix du public, Prix Pauline-Julien, Prix ROSEQ, Prix UDA, Prix Artisti, Prix Chanteaufête, Prix Francouvertes)
- 2014 : Prix Gémeaux : Meilleure interprétation masculine pour une émission ou série originale produite pour les médias numériques: fiction Agent secret
- 2016 : Médaille de l'Assemblée nationale remise par Françoise David à Émile Proulx-Cloutier et Anaïs Barbeau-Lavalette pour leur engagement social et leur contribution à la culture québécoise
- 2022 : Prix du public CTD'A : Écriture dramatique pour Pas perdus: documentaires scéniques
- 2022 : Prix Aldor du Festival Trad de Montréal : Création pour Pas perdus: documentaires scéniques
- 2022 : Prix de la critique AQCT : Meilleur spectacle pour Pas perdus: documentaires scéniques

### Nominations et sélections officielles
- 2005 : Compétition Officielle au Festival de Clermont Ferrand, France pour Papa
- 2007 : Gémeaux: Meilleur acteur de soutien catégorie Comédie pour Les hauts et les bas de Sophie Paquin
- 2008 : Gémeaux: Meilleur acteur de soutien catégorie Comédie pour Les hauts et les bas de Sophie Paquin
- 2009 : Compétition Officielle au Festival de Locarno, Suisse pour La vie commence
- 2009 : Compétition Officielle au Toronto International Film Festival pour La vie commence
- 2009 : Jutra : Nomination dans la catégorie meilleur court/moyen-métrage pour Les réfugiés
- 2009 : Compétition Officielle au Festival de Clermont-Ferrand, France pour Les réfugiés
- 2010 : Gémeaux: Meilleur acteur de soutien catégorie Comédie pour Les hauts et les bas de Sophie Paquin
- 2010 : Génies : Nomination meilleur court-métrage pour La vie commence
- 2012 : Gémeaux: Meilleur premier rôle masculin dramatique pour Toute la vérité
- 2014 : ADISQ: Album de l'année- adulte contemporain, Révélation de l'année, Auteur ou compositeur de l'année, Metteur en scène de l'année, Scripteur de spectacle de l'année
- 2014 : Gémeaux: Meilleur premier rôle masculin dramatique pour Toute la vérité
- 2015 : Gémeaux: Meilleur premier rôle masculin série dramatique quotidienne pour 30 vies
- 2016 : Gémeaux: Meilleur rôle de soutien masculin comédie pour Boomerang
- 2016 : International Emmy Awards : Telenovela pour 30 Vies
- 2018 : Prix Écrans Canadiens : Interprétation masculine dans un premier rôle pour Nous sommes les autres
- 2018 : Gémeaux: Meilleur rôle de soutien masculin comédie pour Boomerang
- 2018 : ADISQ: Album de l'année Adulte contemporain pour Marée Haute
- 2019 : ADISQ: Mise en scène et scénographie de l'année pour Marée Haute
- 2019 : ADISQ: Script de l'année pour Marée Haute
- 2022 : ADISQ: Script de l'année pour À mains nues
- 2022 : ADISQ: Spectacle de l'année Interprète pour À mains nues
- 2022 : Gémeaux: Meilleur premier rôle masculin série dramatique annuelle pour Les Moments parfaits
- 2022 : Prix de la critique AQCT : Meilleure mise en scène pour Pas perdus: documentaires scéniques
- 2023 : Zapettes d'or : Moment dramatique fictif pour Avant le crash
- 2023 : Prix de la critique AQCT : Meilleure mise en scène pour Grosse-Île, 1847 (dans les mots de ceux qui l’ont vécu)
- 2024 : Zapettes d'or : Détestable de l'année pour Avant le crash

## Autres activités
- 2006-2008 : Formateur pour le Wapikoni Mobile[4]
- 2011 : L'après-midi porte conseil (chroniqueur sur Radio-Canada)
- Porte-Parole pour la Fondation Jeunes et Société [5]
- 2019-2020 : Chroniqueur à Puisqu'il faut se lever au 98,5 FM
- 2020 : Narration des livres de David Goudreault pour Vues et Voix
- 2021 : Lecture de Baldwin, Styron et moi au Théâtre de Quat'Sous
- 2021 et 2022 : Écriture des projets de théâtre Pas perdus: documentaires scéniques et Grosse-Île, 1847 (dans les mots de ceux qui l’ont vécu)
- 2021-2024 : Chroniqueur à Le genre humain à ICI Radio-Canada Première
- 2022 : Publication du livre jeunesse Le grillon et la luciole aux Éditions Planète rebelle
- 2023 : Livre audio Sommeil tranquille pour Audible
- 28 novembre 2023 : Maître de cérémonie de l’hommage national en l’honneur de Karl Tremblay - chanteur des Cowboys Fringants